# Birkenheide
Birkenheide település Németországban, Rajna-vidék-Pfalz tartományban. Lakosainak száma 3115 fő (2023. december 31.).

## Népesség
A település népességének változása:
| Lakosok száma | 2276 | 3159 | 3172 | 3159 | 3118 | 3134 | 3115 |
|               | 1975 | 2010 | 2017 | 2019 | 2021 | 2022 | 2023 |